# The Revengeful Servant Girl
The Revengeful Servant Girl è un cortometraggio muto del 1914 diretto da C.J. Williams.
Settimo episodio della serie Wood B. Wedd.

## Produzione
Il film fu prodotto dalla Edison Company.

## Distribuzione
Distribuito dalla General Film Company, il film - un cortometraggio in una bobina - uscì nelle sale cinematografiche degli Stati Uniti il 29 giugno 1914.